# Solarleuchte
Als Solarleuchten werden elektrische Leuchten bezeichnet, die durch Sonnenenergie gespeist werden.

Solarleuchte

Für die Umsetzung der Solarenergie in elektrische Energie werden in allen Fällen fotovoltaische Solarmodule verwendet. Zum Erzeugen von Licht dienen sowohl verschiedene Glühlampenarten als auch Leuchtstofflampen oder LED-Elemente.

## Grundlagen
Da die Solarenergie nur tagsüber anfällt und das Licht erst nach Sonnenuntergang benötigt wird, muss die gewonnene elektrische Energie zwischengespeichert werden. Dazu werden Akkumulatoren verwendet. Die Ladung erfolgt meistens über einen Laderegler, um Beschädigungen der Akkus durch Lade- und Entladeströme zu vermeiden.
Die Lichtquelle bildet mit Akkumulator und Laderegler immer eine konstruktive Einheit. Das Solarmodul ist meistens davon getrennt. Es kann dann im Freien stationär angebracht werden, während die Leuchte – am Tag über Steckanschluss mit dem Modul verbunden – am Abend für mobilen Einsatz zur Verfügung steht. Deshalb werden fotovoltaisch gespeiste Leuchten in Haussystemen („Solar Home Systems“) nicht als Solarleuchten bezeichnet.
Die verschiedenen auf dem Markt erhältlichen Geräte unterscheiden sich in Leuchtstärke, Leuchtdauer sowie der Ladedauer. Je nach Einsatzzweck der Leuchte sind diese Eckdaten unterschiedlich zu gewichten.

## Anwendungen

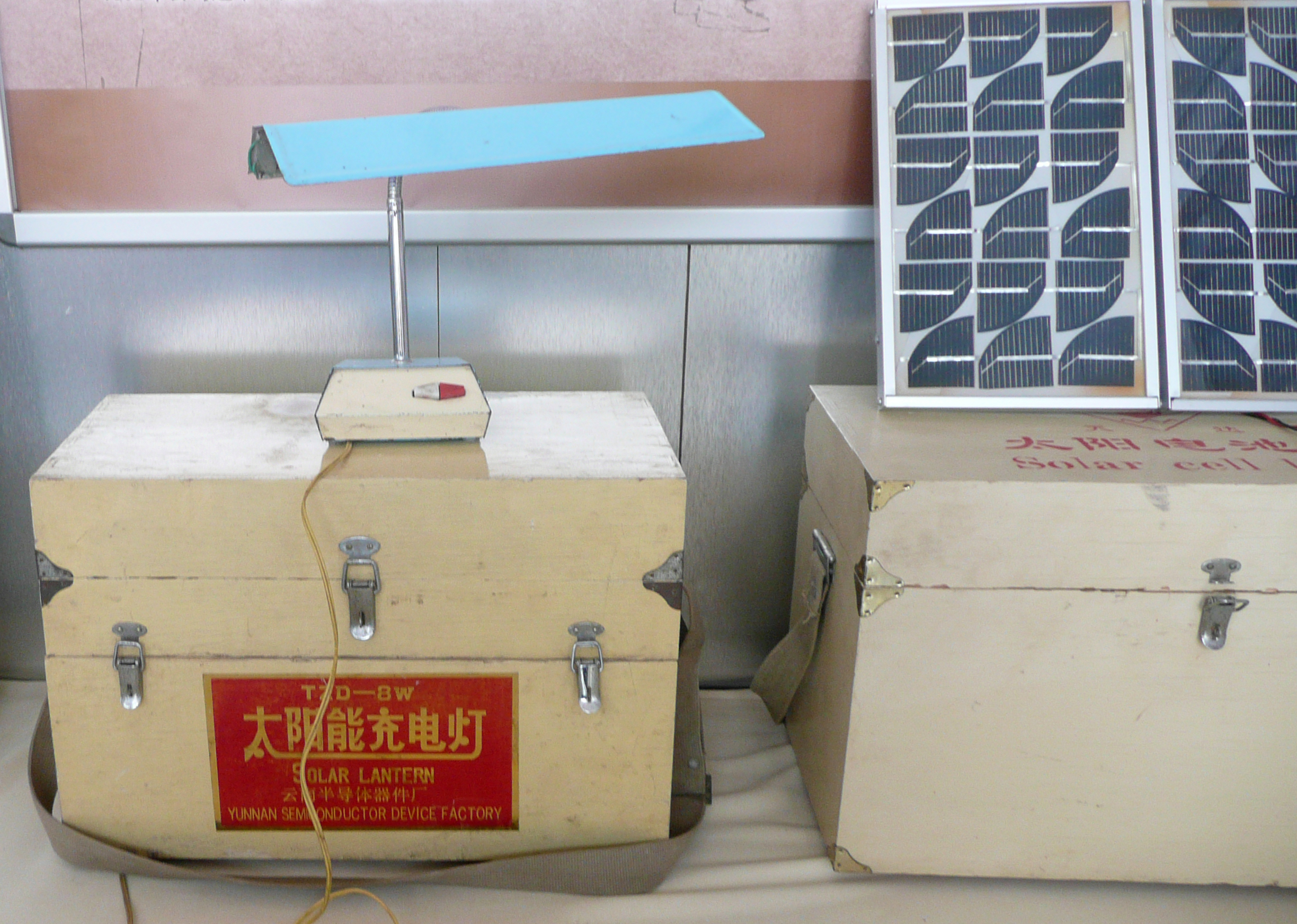
Solarlaterne der chinesischen Yunnan Tianda Photovoltaic Co., Kunming, 1980er Jahre

Erste serienmäßig hergestellte Solarleuchten, meist Campingleuchten genannt, kamen in den 1980er Jahren in den USA, Japan, China und verschiedenen europäischen Ländern auf den Markt. Sie wurden zunächst vornehmlich auf Freizeitmärkten verkauft. Hinzu kamen später als eigenes nennenswertes Marktsegment die Gartenleuchten, die bei sehr kleiner Leistung meistens an Wegrändern im Garten der Orientierung dienen. Das gegenwärtig bedeutendste Anwendungsgebiet ist das der mobilen Solarleuchten für netzferne Regionen in Entwicklungsländern. 
In der Vergangenheit wurden Solarleuchten noch oft mit Energiesparlampen ausgestattet, während sich inzwischen LEDs durchgesetzt haben, weil sie wesentlich effizienter sind und die zum Betrieb notwendige Vorschaltelektronik weniger aufwendig und damit günstiger zu realisieren ist. 
- Fotovoltaisch gespeiste Campingleuchten werden für Camping sowie in netzfernen Wohnstätten und Hütten und bei verschiedensten Freizeitveranstaltungen verwendet. Die Lichtströme I liegen meistens zwischen 100 und 250 Lumen, die maximalen Brennstunden (Autonomie A) etwa zwischen 0,5 und 10 Stunden.

- Gartenleuchten sind für den stationären Einsatz gedacht. Sie sind zusammen mit einem kleinen Modul als konstruktive Einheit ausgeführt und werden fest positioniert. Ihre Helligkeit ist in der Regel sehr gering, sodass sie sich eher als Orientierungshilfe statt als Wegbeleuchtung eignen.

- Solarleuchten für Entwicklungsländer sind den Campingleuchten ähnlich, sind jedoch für härtere Anforderungen und auf längere Lebensdauer auch unter ungünstigen Bedingungen ausgelegt. Solarleuchten sind den in Entwicklungsländern üblichen Beleuchtungsmitteln wie Petroleumlampen und Kerzen in ökologischen und Gesundheitsaspekten überlegen, jedoch sind sie für viele dort lebende Menschen unerschwinglich. Durch die Verteuerung fossiler Brennstoffe ist diese Situation jedoch im Wandel begriffen. Zudem wird die Verwendung von Solarleuchten von staatlichen und karitativen Initiativen gefördert. Außerdem dienen die Solarmodule der Solarleuchten dazu, Akkus von Mobiltelefonen zu laden bzw. kleine Radiogeräte zu betreiben.

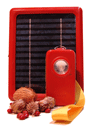
Solarleuchte mit 1,5-W-Modul
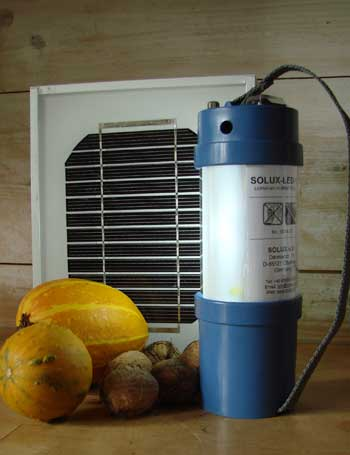
Solarleuchte (Bausatz) mit 2,5-W-Modul
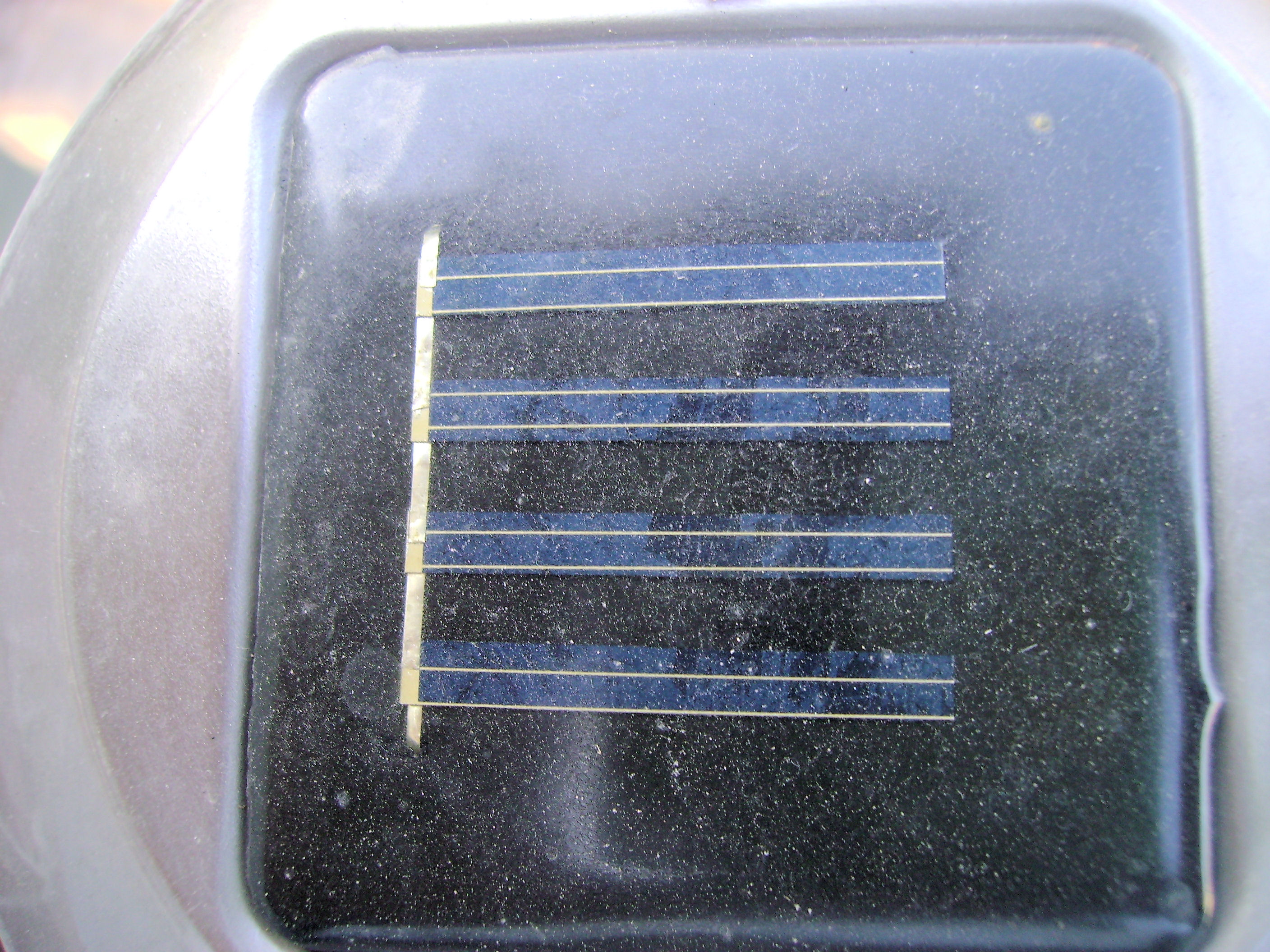
Solarzelle einer Gartenleuchte
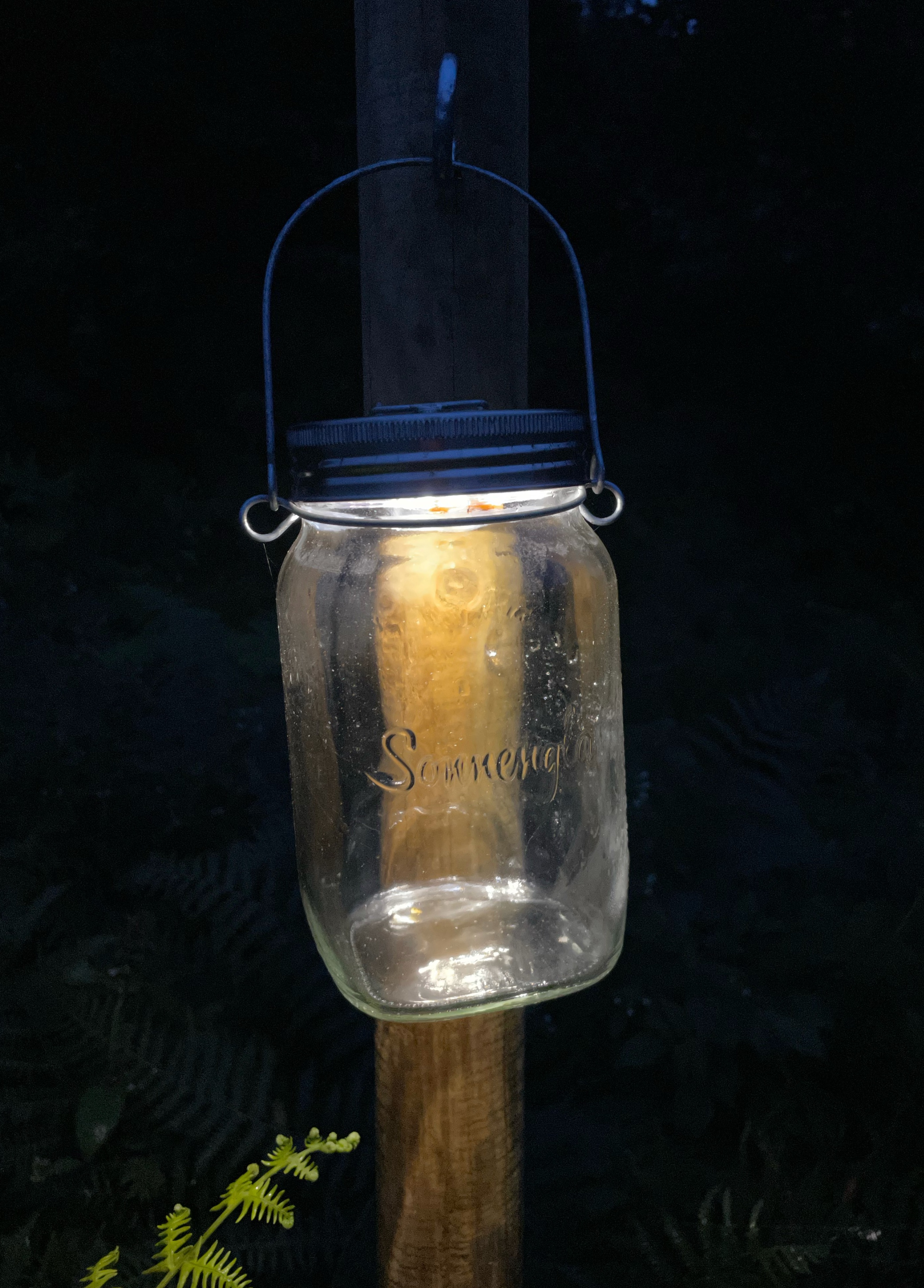
Kleine Solarleuchte
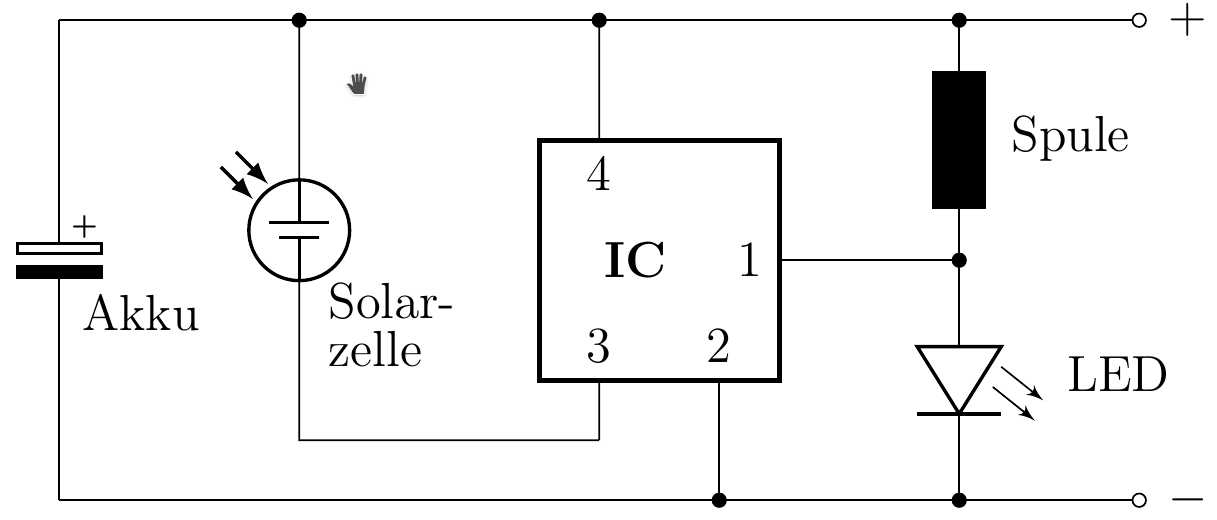
Schaltplan für billige Solar-Gartenleuchten mit dem IC YX8018